# Elecciones provinciales del Chubut de 1995
Las elecciones generales de la provincia del Chubut de 1995 tuvieron lugar el domingo 14 de mayo del mencionado año, al mismo tiempo que las elecciones presidenciales y legislativas a nivel nacional. Se debía elegir al gobernador y vicegobernador, así como a los 27 escaños de la Legislatura Provincial Chubtense, conformando de este modo los poderes ejecutivo y legislativo para el período 1995-1999. Fueron las cuartas elecciones gubernativas desde la restauración de la democracia, y las octavas desde la provincialización del Chubut.
Estas elecciones se realizaron en el marco de la reforma constitucional argentina de 1994, que permitió la reelección del presidente Carlos Menem. Del mismo modo, el gobernador Carlos Maestro, de la Unión Cívica Radical (UCR), se presentó a la reelección, debiendo competir contra José Manuel Corchuelo Blasco, diputado por el Partido Justicialista, y contra Gustavo Monesterolo, del Frente País Solidario.
A diferencia del escenario nacional, en el que la UCR sufrió una fuerte debacle al quedar en tercer lugar, en Chubut sucedió todo lo contrario y Maestro resultó reelegido con un abrumador 58.01% de los votos contra el solo 36.37% de Corchuelo Blasco, que iba también apoyado por la Unión del Centro Democrático (UCeDé). El FREPASO, que a nivel nacional había logrado constituirse en segunda fuerza, relegando por primera vez al radicalismo al tercer puesto, obtuvo solo el 2.62%. La Unión Cívica Radical obtuvo mayoría absoluta en la Legislatura Provincial con 16 de los 27 diputados. La participación fue del 81.11% del electorado registrado.

## Resultados

### Gobernador y vicegobernador
| Fórmula                      | Fórmula                | Partido                      | Partido                                       | Partido                                       | Votos   | %     |
| Gobernador                   | Vicegobernador         | Partido                      | Partido                                       | Partido                                       | Votos   | %     |
| ---------------------------- | ---------------------- | ---------------------------- | --------------------------------------------- | --------------------------------------------- | ------- | ----- |
| Carlos Maestro               | Jorge Aubía            |                              | Unión Cívica Radical                          | Unión Cívica Radical                          | 96.062  | 58,01 |
| José Manuel Corchuelo Blasco |                        |                              |                                               | Partido Justicialista                         | 53.914  | 32,56 |
| José Manuel Corchuelo Blasco |                        | Unión del Centro Democrático | 6.303                                         | 3,81                                          |         |       |
| José Manuel Corchuelo Blasco | Total Corchuelo Blasco | Total Corchuelo Blasco       | Total Corchuelo Blasco                        | 60.217                                        | 36,37   |       |
| Gustavo Monesterolo          |                        |                              | Frente País Solidario                         | Frente País Solidario                         | 4.333   | 2,62  |
| María Alejandra Ezpeleta     |                        |                              | Partido Acción Chubutense                     | Partido Acción Chubutense                     | 2.067   | 1,25  |
|                              |                        |                              | Movimiento Popular Chubutense                 | Movimiento Popular Chubutense                 | 1.794   | 1,08  |
| Alfredo Claudio Somoza       |                        |                              | Movimiento por la Dignidad y la Independencia | Movimiento por la Dignidad y la Independencia | 1.127   | 0,68  |
| Votos positivos              | Votos positivos        | Votos positivos              | Votos positivos                               | Votos positivos                               | 165.600 | 92,43 |
| Votos en blanco              | Votos en blanco        | Votos en blanco              | Votos en blanco                               | Votos en blanco                               | 12.054  | 6,73  |
| Votos nulos                  | Votos nulos            | Votos nulos                  | Votos nulos                                   | Votos nulos                                   | 1.503   | 0,84  |
| Participación                | Participación          | Participación                | Participación                                 | Participación                                 | 179.157 | 81,11 |
| Electores registrados        | Electores registrados  | Electores registrados        | Electores registrados                         | Electores registrados                         | 220.893 | 100   |
| Fuente:                      |                        |                              |                                               |                                               |         |       |

### Legislatura
| Partido/Alianza       | Partido/Alianza                               | Votos   | %     | Bancas |
| --------------------- | --------------------------------------------- | ------- | ----- | ------ |
|                       | Unión Cívica Radical                          | 78.742  | 52,06 | 16/27  |
|                       | Partido Justicialista                         | 53.116  | 35,12 | 9/27   |
|                       | Unión del Centro Democrático                  | 5.969   | 3,95  | 1/27   |
|                       | Frente País Solidario                         | 5.513   | 3,65  | 1/27   |
|                       | Partido Acción Chubutense                     | 4.759   | 3,15  |        |
|                       | Movimiento Popular Chubutense                 | 1.883   | 1,25  |        |
|                       | Movimiento por la Dignidad y la Independencia | 1.256   | 0,83  |        |
| Votos positivos       | Votos positivos                               | 151.238 | 84,42 |        |
| Votos en blanco       | Votos en blanco                               | 26.486  | 14,78 |        |
| Votos nulos           | Votos nulos                                   | 1.433   | 0,80  |        |
| Participación         | Participación                                 | 179.157 | 81,11 |        |
| Electores registrados | Electores registrados                         | 220.893 | 100   |        |
| Fuente:               |                                               |         |       |        |